# Света София (Строволос)
Вижте пояснителната страница за други значения на Света София.
„Света София“ (на гръцки: Αγια Σοφια) се намира в кипърската столица Никозия, квартал Строволос.
Това най-голямата православна църква в страната. Разположена е недалеч от американското посолство, на ъгъла на булевардите „Македонитиса“ и „Елеонон“. Дължината на сградата е 60 метра, ширината и височината — съответно по 30 m, а капацитетът и е от 850 места.
Църквата е проектирана от архитект Фанос Лоизидис, специалист по църковна архитектура, след спечелен конкурс. Открита е през 2008 година, а архитектурата е създадена на базата на едноименната църква в Константинопол. „Св. София“ също е трикорабна куполна базилика и въпреки че двете църковни сгради са различни, те имат много общи характеристики.
Под църквата се намират и три малки, подземни параклиса, един от които функционира като баптистерий за деца и възрастни. Към нея са предвидени голяма многофункционална зала, изповедалня и офиси. Създадени са стаи за почивка на младоженци и голямо помещение за приемане на поздравления. Камбанариите са 2, специално предвидени с малки размери, за да се подчертае по този начин блясъкът на купола на църквата.
В църквата „Света София“ на 15 декември 2008 година, тържествено е погребан Тасос Пападопулос, бивш президент на Република Кипър.
Църквата разполага с няколко големи паркинга.